# Grunčiče
Grunčiče (nemško Kremschitz) je naselje v Občini Velikovec v Okraju Velikovec na Koroškem v Avstriji.